# B71桑多伊
B71桑多伊是法罗群岛的足球俱乐部，现属于法罗群岛第二级联赛球队，位于桑杜尔。俱乐部创建于1970年1月1日，球队属于业余足球俱乐部，队员皆为来自桑岛各个城镇的普通市民。球队曾在1989年和1993年分别夺得过法羅群島足球超級聯賽和法羅群島盃的冠军。球队的队色为黄衣蓝裤黄袜。

## 球队荣誉
- 法羅群島足球超級聯賽：冠军（1次）
  - 1989年
- 法罗群岛足球甲级联赛：冠军（4次）
  - 1988年，1991年，1998年，2006年
- 法罗群岛足球乙级联赛：冠军（2次）
  - 1986年
- 法羅群島盃：冠军（1次）
  - 1993年

## 欧洲赛场
1994赛季 欧洲优胜者杯
- 主场：B71 1-5 HJK赫尔辛基
- 客场：HJK赫尔辛基 vs B71 2-0